# Zatoka Rennicka
Zatoka Rennicka (ang. Rennick Bay) – zatoka Oceanu Południowego, położona wzdłuż wybrzeży Ziemi Oatesa. Została odkryta w 1911 roku przez ekspedycję Terra Nova i nazwana na cześć porucznika Henry'ego E. de P. Rennicka, który był jednym z oficerów na statku i był odpowiedzialny za pomiary głębokości podczas ekspedycji.